# Ramón Parera
Ramón Parera Penella (Barcelona, 11 de marzo de 1912-8 de noviembre de 1968) fue un futbolista español. Jugó en la temporada (1928-1929) en el Fútbol Club Barcelona y solo disputó un partido frente al Atlético de Madrid el 10 de marzo de 1929. Posteriormente jugaría en otros equipos, entre ellos el Real Club Deportivo Español.
Debutó con el Barcelona en partido oficial a los 16 años y 11 meses siendo así el segundo jugador más joven de la historia en haber jugado con el Barça solo superado por Vicenç Martínez.
Su hermano mayor Manuel Parera también fue jugador del Barcelona.

## Palmarés
| Título | Club                  | Año  |
| ------ | --------------------- | ---- |
| Liga   | Fútbol Club Barcelona | 1929 |

## Equipos
| Club                  | País   | Año       |
| --------------------- | ------ | --------- |
| Fútbol Club Barcelona | España | 1928-1929 |